# Ametacyna holzschuhi
Ametacyna holzschuhi là một loài bọ cánh cứng trong họ Cerambycidae.